# Ørndrup
Ørndrup er en gammel hovedgård, som nævnes første gang i 1345. Gården ligger i Vester Hornum Sogn, Aars Herred, Ålborg Amt, Farsø Kommune. Hovedbygningen er opført i 1894
Ørndrup Gods er på 208 hektar med Ørndrup Vestergård

## Ejere af Ørndrup
- (1345-1360) Peder Lauridsen Panter
- (1360-1385) Gunde Jacobsen
- (1385-1408) Peder Nielsen
- (1408-1508) Kronen
- (1508-1536) Niels Clemmentsen (lensmand)
- (1535-1558) Christoffer Kruse (lensmand)
- (1558) Kronen
- (1558-1577) Jakob Christensen Harbou
- (1577-1610) Kronen
- (1610-1624) Mikkel Nielsen Tornekrans
- (1624-1650) Anders Friis
- (1650-1653) Slægten Harbou
- (1653-1656) Slægten Worm
- (1656-1659) Slægten Kaas
- (1659-1662) Slægten Krage
- (1662-1667) Dorte Daa
- (1667-1672) Christen Jacobsen / Jacob Lambertsen
- (1672-1679) Peder Jensen
- (1679-1695) Niels Hofmand
- (1695-1710) Christian Jensen Berregaard
- (1710-1713) Enke Fru Berregaard gift Kampmann
- (1713-1743) Hak Henriksen Kampmann
- (1743-1753) Jens Christiansen Berregaard
- (1753-1763) Jens Kjær
- (1763-1765) Vibeke Marie Cathrine Hagedorn gift (1) Kjær (2) Tomsgaard
- (1765-1771) Christian Tomsgaard
- (1771-1777) Mads Speitzer
- (1777-1783) Søren Thomsen Nysum
- (1783-1789) Frederik Rubeck Christian Bülow
- (1789-1797) Christian C. von Lüttichau
- (1797-1798) Slægten von Lüttichau
- (1798-1846) Jens Christensen
- (1846-1872) Mikkel Kjeldsen
- (1872-1876) Th. Weinschenck
- (1876-1880) Per Kjeldsen
- (1880-1905) A. H. Schjerup
- (1905-1916) J. H. Spliid
- (1916-1917) Konsortium
- (1917-1918) P. E. Hvolbøll
- (1918-1920) A. Dreyer
- (1920-1924) P. E. Hvolbøll
- (1924-1927) Christian Nielsen
- (1927-1928) Christensen / Jensen
- (1928-1967) J. J. Boesen
- (1967-1997) Kjeld Monk Rasmussen
- (1997-) Kjeld Monk Rasmussen / Jesper Monk Rasmussen